# Santa Teresa (Rio de Janeiro)

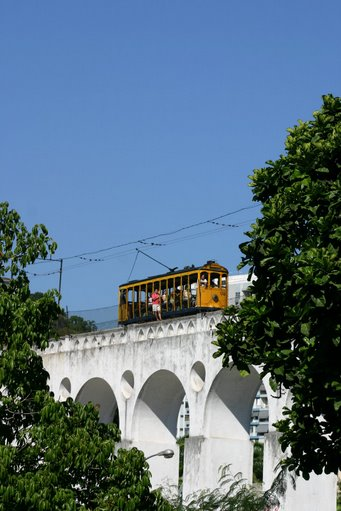
Tranvia de Santa Teresa

Santa Teresa és un barri a la zona central de la ciutat de Rio de Janeiro, al Brasil. Té una ubicació única, a la part alta d'una carena entre el les àrees de Rio Sud i Centre, que promou una visió privilegiada d'aquestes àrees. Així com amb els districtes veïns Catete i Glòria, que es coneix pels edificis històrics del segle xix, i les elegants mansions construïdes fins als anys 40, però la principal diferència és que el barri va ser l'última ciutat en fer ús de petits vehicles lleugers sobre rails, els tramvies o bondinhos que circulen pels seus carrers. També limita amb els barris de Laranjeiras, Cosme Velho, Catete, Alto da Boa Vista i Rio Comprido a la Zona nord i centre, Catumbi, Lapa i Cidade Nova, a la Zona Central.

## Història
El barri de Santa Teresa es va construir al voltant del convent del mateix nom al segle XVIII. Era habitat per la classe alta de l'època i va ser una de les primeres extensions de la ciutat a partir del nucli de poblament inicial (el Centre). Es van construir cases inspirades en l'arquitectura francesa algunes de les quals subsisteixen encara. El barri, des de llavors, ha rebut nombrosos immigrants europeus, conferint-li una atmosfera particular.

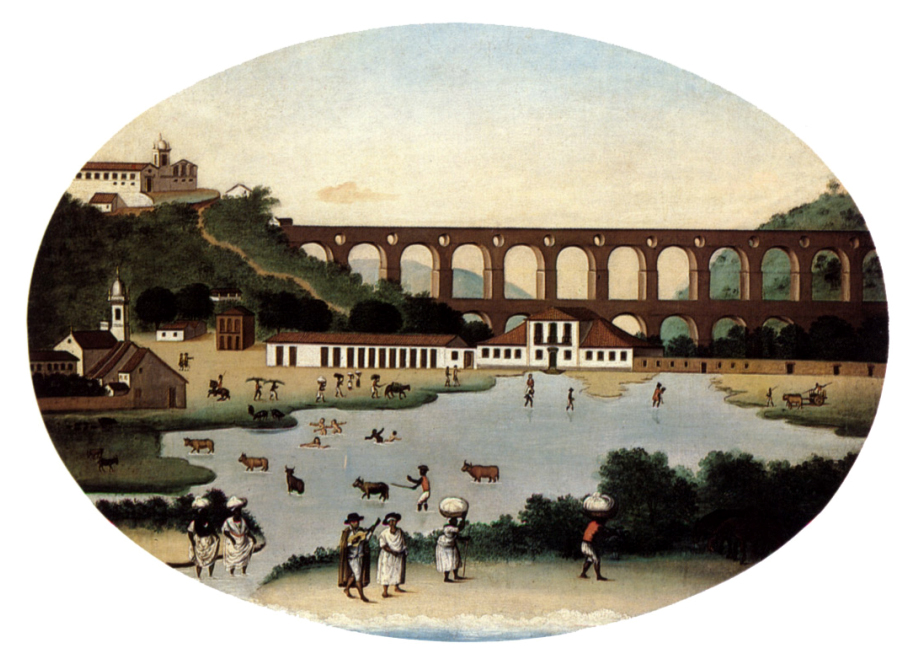
Pintura de 1790, amb el convent

L'any 1850, el barri va ser intensament ocupat per una població que fugia d'una l'epidèmia de febre groga a la ciutat. Estant localitzada en un lloc més elevat, la zona va ser menys tocada per l'epidèmia que els barris que l'envolten.
L'any 1872, va arribar el « bonde » que va esdevenir el símbol del barri. Els primers vagons eren tirats per mules, abans de ser electrificat. Inicialment era verd o negre i blau, però es va passar al groc després de les reclamacions dels veïns que es queixaven que els vagons es confonien amb la vegetació del barri. El bonde anava fins al nucli urbà des de 1896 pels arcs de Lapa, un antic aqüeducte desafectat. Després d'un tràgic accident esdevingut el 27 d'agost de 2011, i on van morir sis persones, el govern de l'Estat, responsable de l'explotació del tramvia va resoldre temporalment paralitzar-ho fins que es realitzin les transformacions necessàries per modernitzar el sistema. A partir de manifestacions organitzades, els residents han pogut preservar el sistema de tramvia històric, que ha estat classificat.
El bonde va quedar tancat fins al juliol de 2015. Funciona des de llavors en trajecte reduït (del Largo da Carioca al Centro al Largo do Curvelo a la part Nord-est de Santa Teresa, passant pels arcs de Lapa). El bonde va recuperar la seva plena funcionalitat l'any 2017.
Amb el temps, el barri ha perdut del seu estatut de "barri noble". Es va transformar, amb el temps, en un barri bohemi, animat per una vida artística i cultural pròspera. Un projecte de revitalització ha arrencat l'any 2009 limitant l'expansió de les faveles del barri i mantenint un elevat preu del metre quadrat. Actualment, Santa Teresa representa un pol d'atracció turística i cultural d'ambient bohemi i eclèctic, lligat a una certa gentrificació encara que el preu del metre quadrat resta encara moderat (R$6430 l'any 2013).